# Vleugeltjesbloemfamilie
De vleugeltjesbloemfamilie (Polygalaceae) is een familie van tweezaadlobbige planten. Het zijn kruidachtige planten, bomen en lianen. De familie komt wereldwijd voor, behalve op Antarctica en in Nieuw-Zeeland.
In Nederland komt het geslacht vleugeltjesbloem (Polygala) voor met drie soorten, de kuifvleugeltjesbloem (Polygala comosa), de liggende vleugeltjesbloem (Polygala serpyllifolia) en de gewone vleugeltjesbloem (Polygala vulgaris). Dit geslacht bevat de helft van de ruim duizend soorten in de familie. Verder zijn de bittere vleugeltjesbloem (Polygala amarella) en de kalkvleugeltjesbloem (Polygala calcarea) beschreven.
De vleugeltjesbloemfamilie werd in het Cronquist-systeem (1981) ondergebracht in de orde Polygalales. In het APG II-systeem (2003) is de familie geplaatst in de Fabales.